# Апанаева, Альбина Мостафаевна
Альби́на Мустафа́евна Апана́ева (тат. Әлбинә Мостафа кызы Апанаева; 21 мая 1981, Набережные Челны) — популярная татарская эстрадная певица.
Исполняет песни на татарском языке, участвует в концертах, работает над видеоклипами. Выпустила три альбома:
- Барыбер кадерле («Всё равно дорог») (2005 г.)[3][4]
- Сине яратуларым… («Моя любовь к тебе») (2007 г.)[5]
- Синен мэхэббэтен (2013 г.)[6]

Альбомы изданы казанскими студиями «Оскар-рекордс» и «Барс-рекордс» на CD и DVD. Издавались дуэты с Дилей Нигматуллиной и другими татарскими исполнителями. Неоднократный лауреат конкурса «Татар җыры» — главного мероприятия татарской эстрады.
В ноябре 2011 года выступила в турецком городе Денизли на фестивале Turkish Vision, где на турецком языке исполнила свою песню «Китэм, димэ…» (музыка Оскар Усманов, слова Рамис Жалиль). После этого, по сообщениям прессы, получила предложение записать альбом с песнями на турецком языке и сняться в художественном фильме.